# Conny Schmalfuss
Conny Schmalfuss (Alemania, 29 de octubre de 1975) es una clavadista o saltadora de trampolín alemana especializada en trampolín de 3 metros, donde consiguió ser subcampeona mundial en 2005 en los saltos sincronizados.

## Carrera deportiva
En el Campeonato Mundial de Natación de 2001 celebrado en Fukuoka (Japón) ganó la medalla de bronce en los saltos sincronizados desde el trampolín de 1 metros, con una puntuación de 303 puntos, tras las chinas (oro) y las rusas (plata), siendo su compañera de saltos Ditte Kotzian; dos años después, en el Campeonato Mundial de Natación de 2003 de Barcelona ganó la plata en el trampolín de 1 metro, y otros dos años más tarde en el Campeonato Mundial de Natación de 2005 celebrado en Montreal ganó de nuevo la plata en los saltos sincronizados desde trampolín de 3 metros.